# Черноголовка (река)
Черноголо́вка — река в городском округе Черноголовка и Богородском городском округе Московской области России, левый приток Клязьмы. Длина — 22 км. Площадь водосбора — 127 км².
Вытекает из болота в 3 км севернее города Черноголовки, впадает в Клязьму в черте города Ногинска.
На берегах речки расположено несколько населённых пунктов: г. Черноголовка, д. Соколово, д. Починки, посёлок учебного центра МЧС, массив садовых участков и северные районы Ногинска («Полигон», «Октябрьский посёлок» и «Глухово»).

## Гидрография

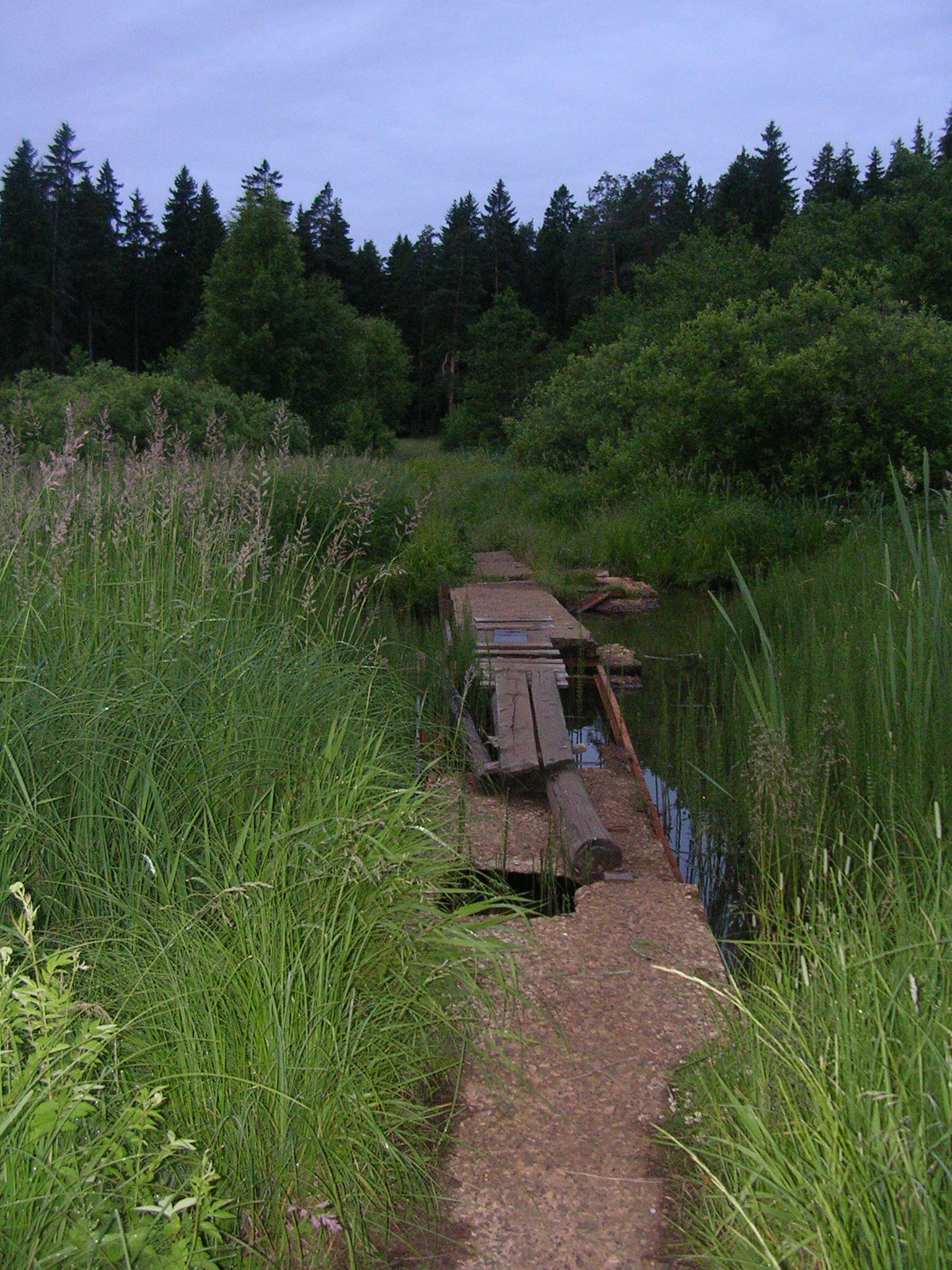
Пешеходный мостик в урочище Вырвенка

Длина речки — 22 км, ширина в свободном течении до 5 метров, наибольшая глубина — 2,7 метра, преобладающая — 0,65 метра. Берега низкие, местами отлогие, грунты глинистые и песчаные. Дно, представляющее собой вытянутую бороздку, ровное и чистое, в среднем течении каменистое.
На реке построены две плотины, образующие два пруда: Черноголовский (0,26 км²) и Афанасовский (0,05 км²).
В пределах г. Черноголовки речка протекает в двух автодорожных трубах, в пределах учебного полигона речка проходит под деревянным мостом длиной 14 м и шириной 5 м, у д. Соколово под железобетонным длиной 12 м и шириной 4 м имеется несколько бродов, у д. Починки под железобетонным мостом, у посёлка учебного полигона в двух трубах и под железнодорожным мостом, перед самым впадением в Черноголовский пруд протекает под небольшим полуразрушенным пешеходным мостиком.
Падение воды из пруда составляет около 1,8 метра, вода падает по трём ступеням, далее водоток идёт по неухоженным территориям бывшей фабрики, потом в двух автодорожных трубах, во второй падает ещё на полметра, после чего впадает в небольшой разлив городского водохранилища на Клязьме.
Впадают реки (км от устья)
- 0,2 км: река Лавровка (до 1983 года)

## Растительность
По берегам речки растут: стрелолист, тростник, рогоз, осоки, хвощ, частуха, жёлтая кувшинка.
Берег в верхнем течении представляет собой осушенный луг, вокруг некоторых деревень берега распаханы, перед прудом — влажный луг с древостоем. Леса по берегам смешанные, с преобладанием сосны.

## Ихтиофауна
В водах речки можно встретить плотву, ерша, окуня, карпа, щуку, леща, попадаются вьюн и ротан, налим. Условия для воспроизводства рыбы удовлетворительные.